# Pandanus ornatus
Pandanus ornatus là một loài thực vật có hoa trong họ Dứa dại. Loài này được (Gaudich.) Kurz miêu tả khoa học đầu tiên năm 1869.